# Nuevas esperanzas para un mundo en transformación
Nuevas esperanzas para un mundo en transformación es un libro del matemático y filósofo británico Bertrand Russell. Fue publicado por Allen & Unwin en 1951.

## Reseña
«Nuevas esperanzas para un mundo en transformación». El filósofo, matemático y escritor británico nos advierte sobre los peligros del avance veloz de las nuevas tecnologías mientras la sociedad se desarrolla a un ritmo más lento y sigue siendo en algunos aspectos mentalmente primitiva. Abarca la evolución espiritual rezagada de la evolución material.
Al igual que con sus opiniones sobre la religión, que se desarrollaron a lo largo de su larga vida, las opiniones de Russell sobre el tema de la raza no se mantuvieron fijas. En 1951, Russell era un defensor de la igualdad racial y el matrimonio mixto; escribió un capítulo sobre ello llamado "Antagonismo racial"  que decía:

A veces se sostiene que la mezcla racial es biológicamente indeseable. No hay evidencia alguna para este punto de vista. Tampoco hay, aparentemente, ninguna razón para pensar que los negros son congénitamente menos inteligentes que los blancos, sino que será difícil juzgarlos hasta que tengan el mismo alcance y condiciones sociales igualmente buenas.
 Bertrand Russell, Nuevas esperanzas para un mundo en transformación en 1951.